# 迷幻臥底
《迷幻臥底》（法語：Undercover）是一部比利時和荷蘭合拍的犯罪劇情電視劇，由湯姆·瓦埃斯、安娜·崔佛和法蘭克·萊瑪士主演。故事根據真人真事改編，人物原型為一位以林堡省為根據地的比荷毒梟，於劇中由萊瑪士飾演，而瓦埃斯和崔佛飾演一對佯裝成新婚夫婦的卧底探員。
該劇由Netflix和比利時電視台Eén共同製作，第一季於2019年2月24日在Eén首播，第二季在翌年9月6日首播。該劇的第一季亦在2019年5月3日於Netflix上架，第二季在2022年11月8日上架。該劇的第三季於2021年11月21日於兩台同時播出。

## 劇情背景
故事講述卧底探員鮑伯和金展為了調查大毒梟費瑞而假裝成新婚夫婦，並在費瑞渡假期間試圖接近其。然而，當二人與費瑞社交圈子的交集增加，尤其是與費瑞妻子丹妮兒的關係，令二人不斷步入危機之中。

## 演員

### 主演
- 湯姆·瓦埃斯（英语：Tom Waes）（全劇） 飾演 鮑伯·萊門斯（Bob Lemmens）：男卧底探員，與金展佯裝成新婚夫婦，因卧底行動而令他與家人變得疏離。
- 安娜·崔佛（英语：Anna Drijver）（第1季—第2季） 飾演 金展·德·羅伊（Kim De Rooij）：女卧底探員，與鮑伯佯裝成新婚夫婦，希望儘早結束行動並回歸正常生活。
- 法蘭克·萊瑪士（英语：Frank Lammers）（全劇） 飾演 費瑞·布曼（Ferry Bouwman）：活躍於比荷兩國的大毒梟，為人多疑和暴躁，鮑伯和金展的行動目標。
- 納茲米耶·奧拉（英语：Nazmiye Oral）（第3季） 飾演 蕾拉·布盧特（Leyla Bulut）：瑟坎之妻，代替其打理黑幫事務。

### 常設
- 愛麗絲‧夏普（英语：Elise Schaap）（全劇） 飾演 丹妮兒·布曼（Danielle Bouwman）：費瑞之妻，在卧底行動中愛上了金展。
- 雷蒙·德希（英语：Raymond Thiry）（第1季） 飾演 約翰·斯瓦特（John Zwart）：費瑞的副手、妹夫兼多年好友，亦是他唯一信任的人。
- 羅比·克萊恩（荷兰语：Robby Cleiren）（第1季—第2季） 飾演 馬克·杰弗斯（Marc Gevers）：警司，鮑伯和金展的上司。
- 克里斯·卡彭斯（英语：Kris Cuppens）（第1季） 飾演 沃爾特·德沃斯（Walter Devos）：被費瑞收買的黑警，杰弗斯的好友。
- 馬努·凱絲汀（荷兰语：Manou Kersting）（全劇） 飾演 尼克·傑森斯（Nick Jessens）：警探，杰弗斯的下線，鮑伯和金展的聯絡員。
- 凱文·詹森斯（英语：Kevin Janssens (actor)）（第1季） 飾演 尤爾根·范·坎普（Jurgen van Kamp）：費瑞的親信兼女婿，踢腿高手，過去曾犯下多宗案件。
- 胡布·斯米特（荷兰语：Huub Smit）（第1季） 飾演 丹尼斯·德·弗里斯（Denis de Vries）：費瑞的親信，初時為跑腿，在雷姆科和尤爾根死後被重用。
- 蒂姆·哈爾斯（荷兰语：Tim Haars）（第1季） 飾演 雷姆科·恩格斯（Remco Engels）：費瑞的親信，曾短暫在大學修讀化學，專責為費瑞驗貨。
- 卡特里恩·德·魯伊謝（荷兰语：Katrien De Ruysscher）（第1季—第2季） 飾演 伊麗莎白·梅爾滕斯（Liesbeth Mertens）：警探，傑森斯的同事。
- 莎拉·德·博舍爾（荷兰语：Sara De Bosschere）（第1季—第2季） 飾演 莉娜·范德克霍夫（Lena Vandekerckhove） ：檢控官，鮑伯的前妻。
- 莉克·范·登·布魯克（荷兰语：Lieke van den Broek）（全劇） 飾演 索尼婭·范·坎普（Sonya van Kamp）：費瑞的女兒、尤爾根的妻子。
- 艾瑪·福林登（荷兰语：Emma Verlinden）（全劇） 飾演 波莉·萊門斯（Polly Lemmens）：鮑伯和莉娜的女兒。
- 沃爾·福林登（Warre Verlinden）（全劇） 飾演 大衛·萊門斯（David Lemmens）：鮑伯和莉娜的兒子。
- 尤達·戈斯林加（荷兰语：Juda Goslinga）（第1季—第2季） 飾演 亨克·斯瓦布（Henk Swabb）：費瑞的朋友，在其入獄時代他打點道上的事務。
- 維姆·維拉爾特（荷兰语：Wim Willaert）（第2季） 飾演 勞倫·伯格（Laurent Berger）：與尚皮耶以兄弟檔經營走私軍火生意，鮑伯和金展的卧底行動新目標。
- 賽巴斯汀·德瓦（荷兰语：Sebastien Dewaele）（第2季） 飾演 尚皮耶·伯格（Jean-Pierre Berger）：與勞倫以兄弟檔經營走私軍火生意，鮑伯和金展的卧底行動新目標。
- 魯思·貝卡爾（荷兰语：Ruth Becquart）（第2季—第3季） 飾演 娜塔莉·格登斯（Nathalie Geudens）：勞倫的女友，與他育有一個兒子，曾為癮君子，對伯格兄弟的犯罪活動不知情。
- 穆拉德·澤格迪（荷兰语：Mourade Zeguendi）（第2季） 飾演 文森特·梅薩烏迪（Vincent Messaoudi）：勞倫的副手。
- 塞萊斯特·亨利·科內利斯（Celest Henri Cornelis）（第2季—第3季） 飾演 傑森·格登斯（Jackson Geudens）：勞倫和娜塔莉的兒子。
- 杰倫·范·德·文（Jeroen van der Ven）（第2季—第3季） 飾演 帕特里克·德里克斯（Patrick Diericks）：警探，鮑伯的新上司。
- 穆拉特·賽文（德语：Murat Seven）（第3季） 飾演 瑟坎·布盧特（Serkan Bulut）：土耳其黑幫首領，因被仇家襲擊而導致下半身癱瘓。
- 格克汗·吉吉諾（荷兰语：Gökhan Girginol）（第3季） 飾演 帖木兒·切利克（Timur Celik）：土耳其黑幫幹部，瑟坎和蕾拉的副手。
- 沃特·亨德里克斯（荷兰语：Wouter Hendrick）（第3季） 飾演 唐吉·杜邦（Tanguy Dupont）：荷蘭警方派往打擊土耳其黑幫活動的警探。
- 雅尼克‧馮‧德‧維爾德（英语：Yannick van de Velde）（第3季） 飾演 拉爾斯·范·馬肯（Lars van Marken）：丹妮兒的哥哥，曾為土耳其黑幫的暗殺目標。

## 製作
該劇由Netflix和比利時電視台Eén共同製作，根據以林堡省為根據地、活躍於於比荷兩國的毒梟雅努斯·范·維森貝克（Janus van Wesenbeeck）的真實事蹟改編。主創人莫雷納爾指他一直希望能創作一部關於卧底的劇集，繼而物色值得參考的人物原型。該劇的取景地點包括比利時洛默爾、荷蘭費爾德霍芬、恩荷芬、德國亞琛和法國聖馬洛，而第二季中伯格兄弟用作掩飾走私生意的馬場則是在比利時韋斯特洛的「吉卜賽養馬場」（Gipsy Horse Ranch）取景。劇集播出後，有影迷特地前往第一季中費瑞居住的渡假營地朝聖 。

## 發行
該劇的第一季於2019年2月24日在Eén首播，第二季在翌年9月6日首播。該劇的第一季亦在2019年5月3日於Netflix上架，第二季在2022年11月8日上架，而第三季於2021年11月21日於兩台同時播出。該劇亦曾入選2018年的戛納國際電視節，成為該年度唯一一部入選的比利時劇集。

## 衍生作品
2021年5月，Netflix推出了外傳電影《迷幻臥底：費瑞崛起》，講述毒梟費瑞·布曼的起源故事。

## 外部連結
- 互联网电影数据库（IMDb）上《迷幻臥底》的资料（英文）
- 在Netflix上觀看《迷幻臥底》